# نادي المغرب الأقصى
نادي المغرب الأقصى (بالإنجليزية: Moghreb Football Club) اختصارا (FC Maghreb Al Aksa) هو نادٍ رياضي مغربي تأسس سنة 1917، في مدينة طنجة.

## تاريخ النادي
مؤسسو النادي مغاربة من مدينة طنجة. قبل الاستقلال ، تم اختيار المغرب الأقصى اسماً للنادي، وهو الاسم التاريخي للمملكة المغربية. كان النادي منافسا قويا لكل الأندية الإسبانية شمال المغرب، في اطار البطولة الاقليمية الاسبانية التي كانت تحت ادارة الدوري الاسباني لكرة القدم. تم توفير هذا الأخير من قبل المجتمع الإسباني ولا يزال من الممكن ذكر وداد يوفنتود ولا سيفيلانا وإف سي إيبيريا وأونيون تانجيرينا ونادي أتليتكو تيطوان وفريق يو دي إسبانيا وإسبانيول طنجة.
سنة 1949 من اكتساح جاره إسبانيول طنجة بحصة كبيرة تجلت في خمسة أهداف مقابل لا شيء، والذي كان يضم لاعبين محترفين سبق وأن لعب معظمهم في دوري الدرجة الأولى الإسباني مما أثار حفيضة الفعاليات الإسبانة في المدينة وشنّت الصحافة انتقادات لاذعة للاعبي إسبانيول طنجة.